# Ținutul uitat de timp
Ținutul uitat de timp  (titlul original: în engleză The Land That Time Forgot) este un film de aventuri, coproducție anglo-americană, realizat în 1975 de regizorul Kevin Connor, după romanul omonim din anul 1924 al scriitorului Edgar Rice Burroughs (creatorul personajului Tarzan), protagoniști fiind actorii Doug McClure, John McEnery și Susan Penhaligon. 

## Conținut
Pe coasta Scoției se găsește o sticlă, având în ea un mesaj. Expeditorul descrie o poveste incredibilă, pe care el însuși a trăit-o.
În timpul Primului Război Mondial, un cargou britanic este scufundat de un submarin german. O mână de supraviețuitori, printre care americanul Bowen Tyler și biologul Lisa Clayton, reușesc să se salveze cu o barcă de salvare și să urce la bordul submarinului care tocmai ieșise la suprafață. Luați prin surprindere, echipajul căpitanului von Schönfeldt și a sublocotenentului Dietz, trec sub comanda naufragiaților care vor să navigheze spre o bază engleză. Dietz manipulează busola pentru a devia cursul spre sud să ajungă la o navă de aprovizionare germană. Tyler descoperind intențiile lor, cu oamenii săi reușește să torpileze și să scufunde nava de aprovizionare, dar datorită ocolului făcut, combustibilul și proviziile au ajuns la limită.
Epuizat, echipajul ajunge la o insulă necunoscută. Schönfeldt relatează că încă din secolul 18 un navigator italian a raportat despre o insulă necunoscută din această zonă, pe care a numit-o Caprona. Echipajul submarinului ajunge în interiorul insulei pe gura unui râu care se varsă în mare sub coasta stâncoasă a insulei. Acolo, într-un peisaj luxuriant, întâlnesc animale preistorice precum pterozauri și un plesiozaur...

## Distribuție
- Doug McClure – Bowen Tyler
- John McEnery – Captain Friedrich Von Schoenvorts
- Susan Penhaligon – Lisa Clayton
- Keith Barron – John Bradley
- Anthony Ainley – locotenentul Dietz
- Godfrey James – Borg
- Bobby Parr – Ahm
- Declan Mulholland – Olson
- Colin Farrell – Whiteley
- Ben Howard  – Benson
- Roy Holder – Plesser
- Andrew McCulloch – Sinclair
- Ron Pember – Jones
- Grahame Mallard – Deusett
- Andrew Lodge – Reuther
- Brian Hall – Schwartz
- Stanley McGeagh – Hiller
- Peter Sproule – Hindle
- Steve James – First Sto-Lu